# Municipio de Isla Mujeres
El Municipio de Isla Mujeres es uno de los 11 municipios que integran el estado mexicano de Quintana Roo. Está constituido por la Isla Mujeres y un sector continental.

## Historia
Los primeros vestigios en Isla Mujeres datan del año 564 d. C. La isla era una posición estratégica para los navegantes mayas los cuales construyeron ya en el período posclásico, un faro al sur de la misma para ayudas a la navegación. En la región continental del municipio de Isla Mujeres, se encuentran las ruinas arqueológicas hoy conocidas con el nombre de El Meco (debido al apodo de un residente local del siglo XIX), estos asentamientos se cree que fueron abandonados hacia el año 600 d. C., y vueltos a repoblar entre los años 1000 a 1100 d. C. posiblemente por un grupo vinculado a los Itzáes y posteriormente los Cocomes del Mayapán, tomando gran importancia para el comercio y la navegación en el 1200 d. C.
Cuando se desintegró la Liga de Mayapán la isla perteneció al cacicazgo maya de Ekab. A principio del siglo XVI, Isla Mujeres era un santuario dedicado a la diosa Ixchel (deidad del tejido, de la felicidad, de la Luna, de la abundancia y de la medicina, entre otras virtudes). Acudían a la isla especialmente muchachas jóvenes mayas que hacían el paso de la niñez a la madurez. Estas muchachas depositaban una ofrendas típicas, unas figurillas con forma de mujer.
En el año 1517, salió de Cuba, Francisco Hernández de Córdoba con tres navíos, su piloto era Antón de Alaminos, navegante de amplia experiencia que había servido a Cristóbal Colón. En esta encontraron en la isla, en el interior de un edificio de piedra, algunos objetos de oro y cientos de figurillas que representaban a las diosas mayas: Ixchel, Ix Chebel Yax, Ixbunic (Ix Hun Ye Ton), Ixbunieta (Ix Hun Ye Ta). Es por este hallazgo que los españoles la bautizaron como Isla de Mujeres.
Poco tiempo después de estallar la Guerra de Castas en el estado de Yucatán, pescadores mayas y yucatecos se establecen en la isla fundando la población de Dolores en el año 1850.
El español Fermín Mudaca de Marechega, conocido como pirata y negociante de esclavos, se refugió en la isla después de haberse enfrentado contra embarcaciones británicas en 1860. Se estableció en la parte sur, ocupando el 40% del territorio total de la isla y fundó la Hacienda Vista Alegre. Organizó la agricultura y crianza de animales en la isla consolidando de esta manera una población en Isla Mujeres.
Hacia finales del siglo XIX, la isla contaba con una población de 651 habitantes, y un área urbana definida.

## Geografía
El municipio está formado por Isla Mujeres, Isla Blanca, Isla Contoy y un sector continental del extremo norte del estado de Quintana Roo, dentro de su territorio se encuentra el Cabo Catoche, que es el punto más septentrional de la península de Yucatán.
Las colindancias del municipio son con el Municipio de Lázaro Cárdenas al oeste y con el Municipio de Benito Juárez al sur.

### Orografía e hidrografía
Tanto la isla como el territorio continental son completamente planos, con un suave desnivel hacia el mar y sin elevaciones importantes, la elevación del terreno nunca supera los 20 m s. n. m.
Como en casi todo el resto de la península de Yucatán, no existen corrientes de agua superficiales, por lo que la hidrografía está constituida únicamente por las lagunas Comil, Chakmochuc y Makax, estás dos última son en realidad entradas del Mar Caribe en tierra, además de varios cenotes.
Debido a los plano del terreno y al clima, en el municipio son muy comunes las amplias extensiones anegadas, conocidas como sabana o aguadas, así como las lagunas litorales.

### Clima y ecosistemas
El clima es cálido subhúmedo con lluvias en verano, la temperatura media anual es de 27.4 °C.
La vegetación es principalmente de selva mediana subperennifolia, selva baja caducifolia; en el litoral existen manglares y tulares. La fauna se localiza principalmente en la región continental y comprende especies de mamíferos, reptiles y aves acuáticas y terrestres.
Entre las áreas naturales protegidas en el municipio están el parque nacional Isla Contoy con una superficie de 5,184 ha que incluye la isla y el ambiente marino alrededor de ella. Isla Contoy tiene una extensión de 7.3 km de largo por 800 metros de ancho y es un refugio de una gran variedad de aves marinas, algunas de ellas migratorias. Otra área natural protegida es el parque nacional Costa Occidental de Isla Mujeres, Punta Cancún y Punta Nizuc con una superficie total de 8,673 ha, en donde se incluyen los arrecifes coralinos situados en la cercanía de Isla Mujeres.

## Demografía
El municipio tiene una población de 22 686 habitantes según los resultados del Censo de Población y Vivienda de 2020 realizado por el Instituto Nacional de Estadística y Geografía, de ese total, 11 542 son hombres y 11 144 son mujeres.

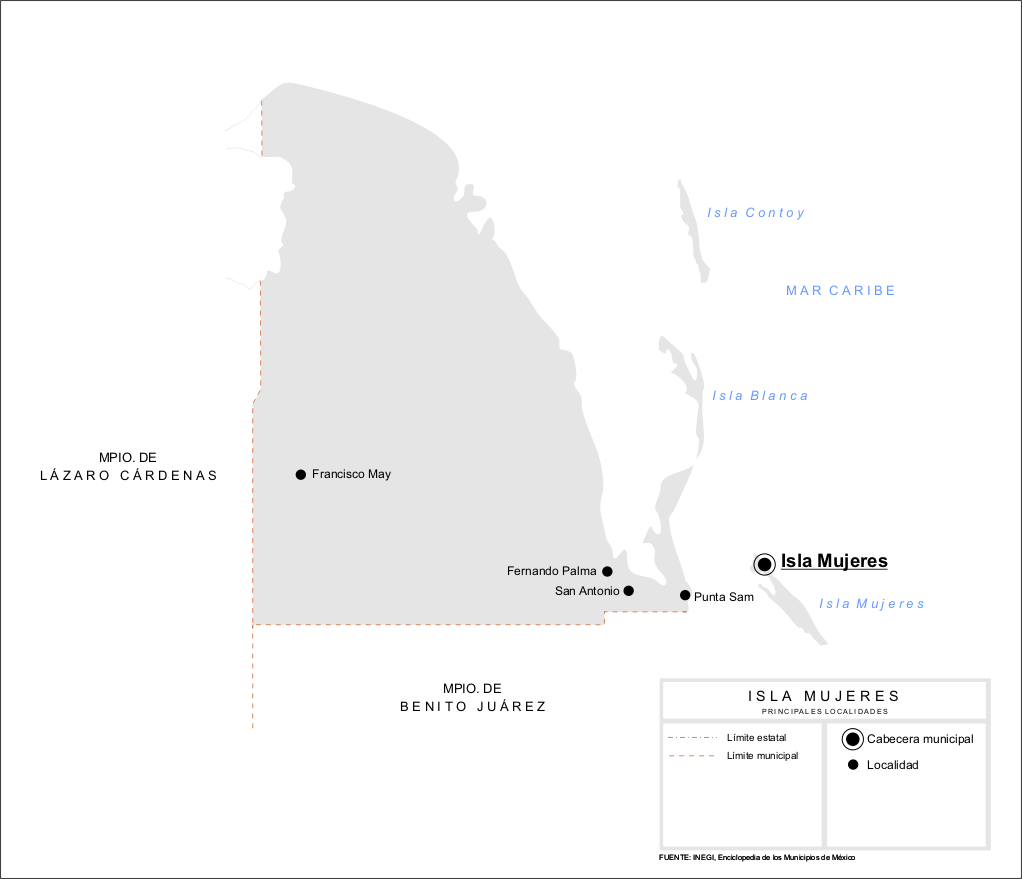
Principales localidades de Isla Mujeres.

### Localidades
En el territorio del municipio hay un total de 143 localidades, la población de las principales es la siguiente:
| Localidad       | Población |
| Total Municipio | 22 686    |
| Isla Mujeres    | 13 174    |
| Ciudad Mujeres  | 6 668     |
| Francisco May   | 284       |
| Punta Sam       | 180       |

## Infraestructura
Cuenta con una gran infraestructura turística para visitantes de todo tipo, con un total de 78 establecimientos de hospedaje, 66 establecimientos gastronómicos ofreciendo comida mexicana, caribeña, cubana, argentina, italiana, francesa, tailandesa, china, hebrea, internacional y mediterránea, con 16 rentadoras de carritos de golf, motos y bicicletas y poco más de 20 empresas náuticas ofreciendo tours diversos.

## Lingüística
Su lengua oficial es el español aunque todavía entre ciertos sectores de la población se habla el idioma maya.

## Economía
Su mayor fuente de ingresos en la actualidad es el turismo y en segundo término la pesca.

## Atractivos

### Hacienda Mundaca
Enclavados en el centro geográfico de Isla Mujeres, existen los vestigios de lo que fue una hacienda agrícola, ganadera conocida hoy, popularmente, como “La Hacienda del Pirata Mundaca”. Su edificación data de la segunda mitad del siglo XIX, y es atribuida al español Fermín Mundaca y Marecheaga, quien aparentemente radicó en la ínsula en el año de 1858, siendo relacionado en esos años de la Guerra de Castas con el tráfico de prisioneros mayas a Cuba.[cita requerida]
De acuerdo con el Archivo Eclesiástico de la Provincia de Vizcaya, Mundaca nació en la Villa de Bermeo, de Santa María, de esa provincia española, el 11 de octubre de 1825. Su llegada a América no se ha establecido con exactitud, aunque debió ocurrir entre 1840 y 1845, cuando muchos españoles, particularmente de la citada provincia de Vizcaya, emigraron a consecuencia de la severa crisis económica que vivió esa región española. Luego de permanecer algunos años en Cuba, debió trasladarse a Isla Mujeres aprovechando los permisos de pesca especial y exclusiva que el gobierno yucateco extendió a cubano-españoles como Francisco Martí y Torrens en 1847.
Mundaca realizó su obra arquitectónica entre 1862 y 1876, según inscripciones en la propia hacienda, la cual dedicó a una mujer nativa: Martiniana Gómez Pantoja, más conocida como “La Trigueña”. Cuenta el testimonio oral que la isleña nunca le correspondió, y que Mundaca cansado de insistir enfermó de amor y murió.

### Punta Sur
En este sitio se encuentran vestigios arqueológicos del templo a Ixchel, la diosa Maya del amor y la fertilidad, así como un Espacio Escultórico. Punta Sur se encuentra en la zona sur de la Isla, en la parte más alta de la misma que alcanza los 20 metros sobre el nivel del mar. Es una formación natural contigua al arrecife Garrafón, que brinda una vista del mar Caribe, de la isla de Cancún y de la propia bahía de Isla Mujeres.

### Isla Contoy
Se localiza a 30 km al norte de Isla Mujeres, por la vía marítima. Aquí podrá practicar el buceo mientras explora el hermoso universo submarino que habita en sus arrecifes coralinos.
El santuario de las aves. Isla Contoy esta aproximadamente a 45 minutos al norte de Isla Mujeres por lancha. Vale la pena hacer el viaje a esta isla apartada. En Isla Contoy usted vera muchas variedades de aves de todos tipos hasta las más pequeñas variedades de plumajes brillantes.

### Cruz de la Bahía
El día 17 de agosto, como parte de la celebración del año de la fundación de Isla Mujeres (1857), se colocó una cruz de bronce en el arrecife manchones. La Cruz de la Bahía mide 3 metros de altura y pesa cerca de una tonelada. A 12 metros de profundidad se le rinde tributo y reconocimiento a los hombres y mujeres fallecidos en el mar.

### Tortugranja
Closed
Isla Mujeres es una zona natural para las tortugas, que llegan a desovar entre los meses de mayo y septiembre. Por muchos años las tortugas de mar fueron cazadas por su carne, su caparazón y sus huevos. Las leyes federales mexicanas ahora las protegen. Los huevos se colocan en zonas seguras para mantenerlos a salvo de depredadores. Después de su nacimiento, las tortugas se colocan en estanques y son acompañadas hasta el mar por los niños de las escuelas locales y los turistas, que las ayudan a regresar a su hábitat marino.

### Parque Garrafón
Garrafón es el parque natural de Isla Mujeres, y debe su nombre a un arrecife invaluable que, por su mínima profundidad y suave corriente, permite acercarnos a la vida subacuática del mar Caribe. Se ubica en la Punta Sur de la isla, a 6 km del centro. Cuenta con un majestuoso arrecife de coral en el que podrá practicar el buceo y el esnórkel, mientras observa la gran diversidad de especies marinas que ahí habita.

### Arrecife Manchones
Se localiza a 8 km al sur del muelle de Isla Mujeres, muy cerca de la Punta Sur de la isla, en lancha. Cuenta con un banco de coral de 12 km de largo por 700 m de ancho, en el que se puede bucear.

### Cueva de los tiburones dormidos
Se ubica al este de Isla Mujeres. En este lugar, rodeado de formaciones de coral, se practica el buceo.

### Museo Subacuático de Arte (MUSA)
Más de 440 esculturas se encuentran sumergidas en el área de exhibición de Manchones cerca del sur de Isla Mujeres y 17 esculturas en el área de Nizuc al sur de Cancún. Todas se encuentran en el parque nacional Costa Occidental de Isla Mujeres, Punta Cancún y Punta Nizuc, a fin de reducir el número de visitantes que tienen acceso a los arrecifes naturales del parque marino. Los fundadores del MUSA son el director del parque marino, Dr. Jaime González Cano; el escultor británico Jason deCaires Taylor y su presidente fundador Lic. Roberto Díaz Abraham. MUSA fue inaugurado el 27 de noviembre de 2010. A fines de junio de 2012, estarán sumergidas más de 500 esculturas en ambas salas de exhibición.

### Tiburón ballena
A menos de una hora en lancha desde Isla Mujeres, dependiendo de la época del año se puede encontrar al tiburón ballena. La presencia de estos animales en el verano se debe al mar rico en nutrientes que atrae a los ejemplares de esta especie.

## Galería

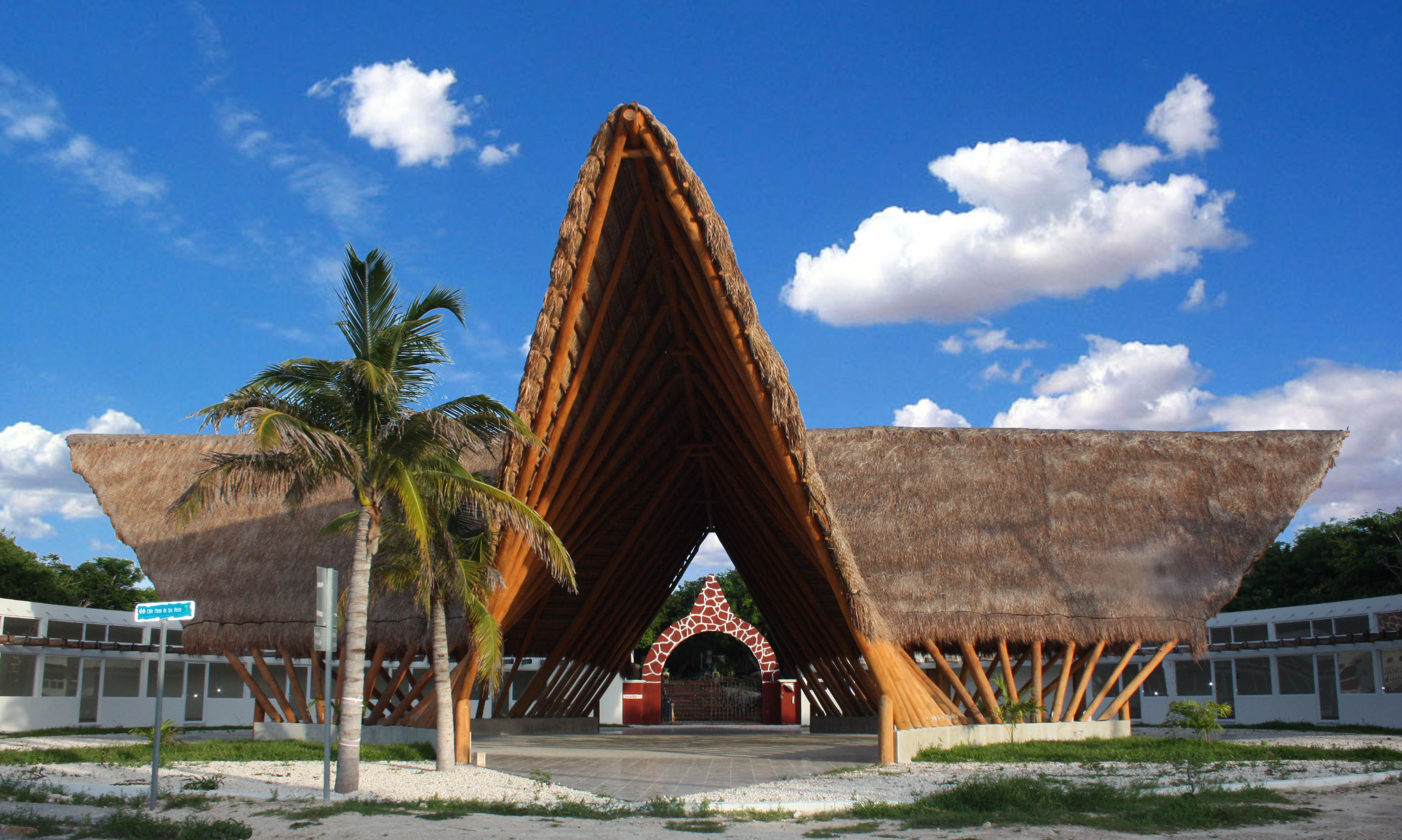
Hacienda mundaca.
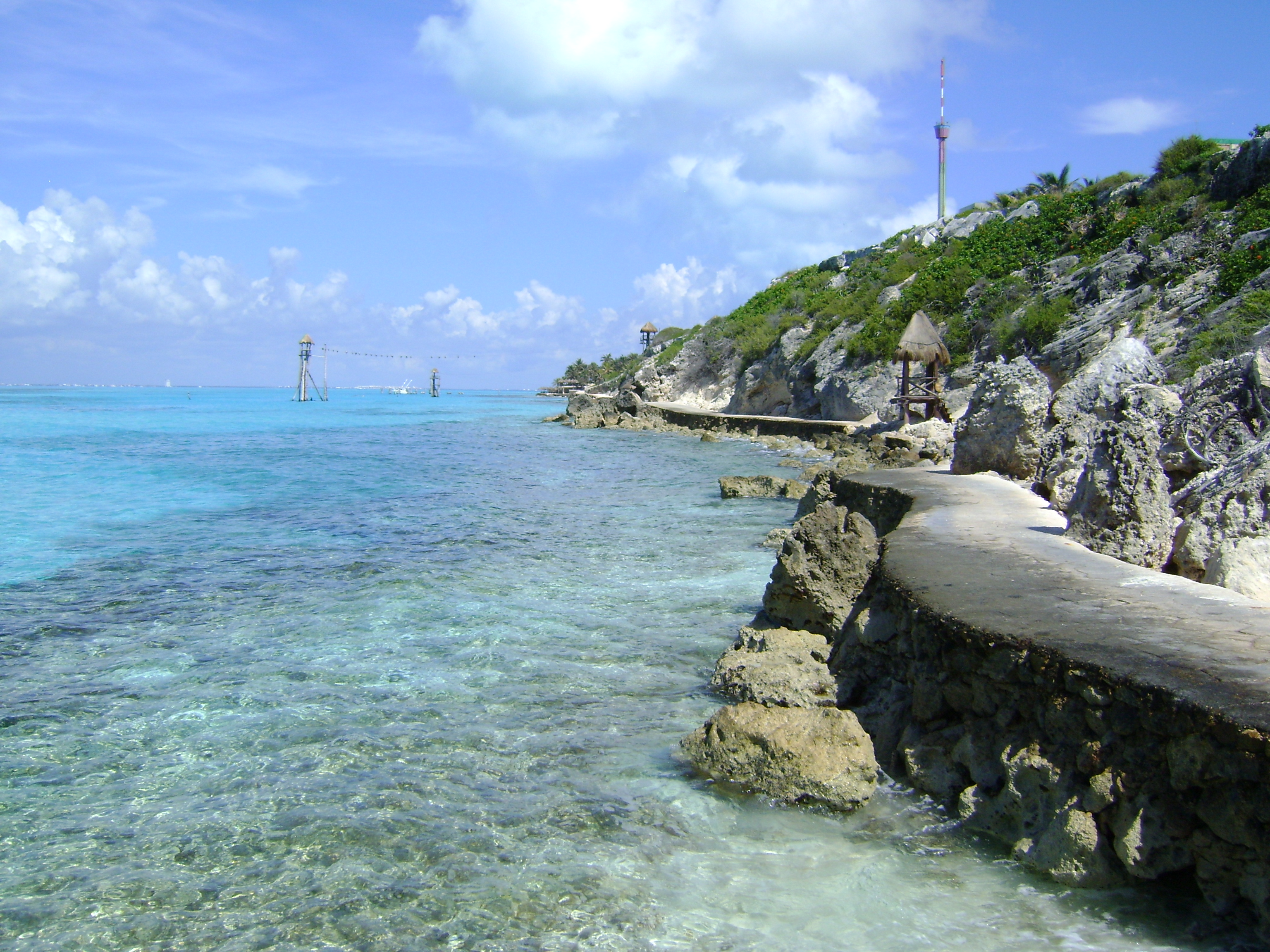
Punta sur de la Isla.
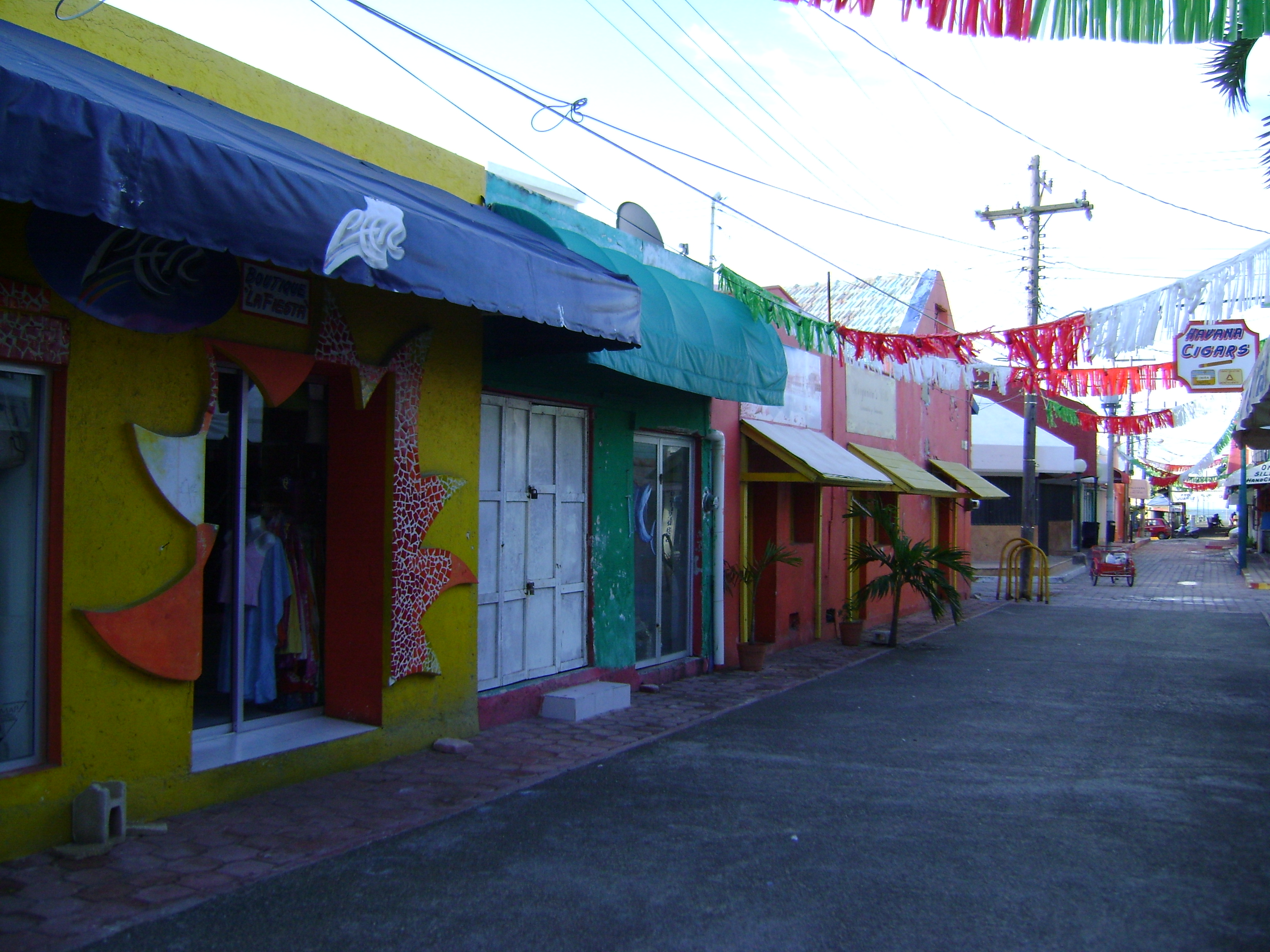
Centro.
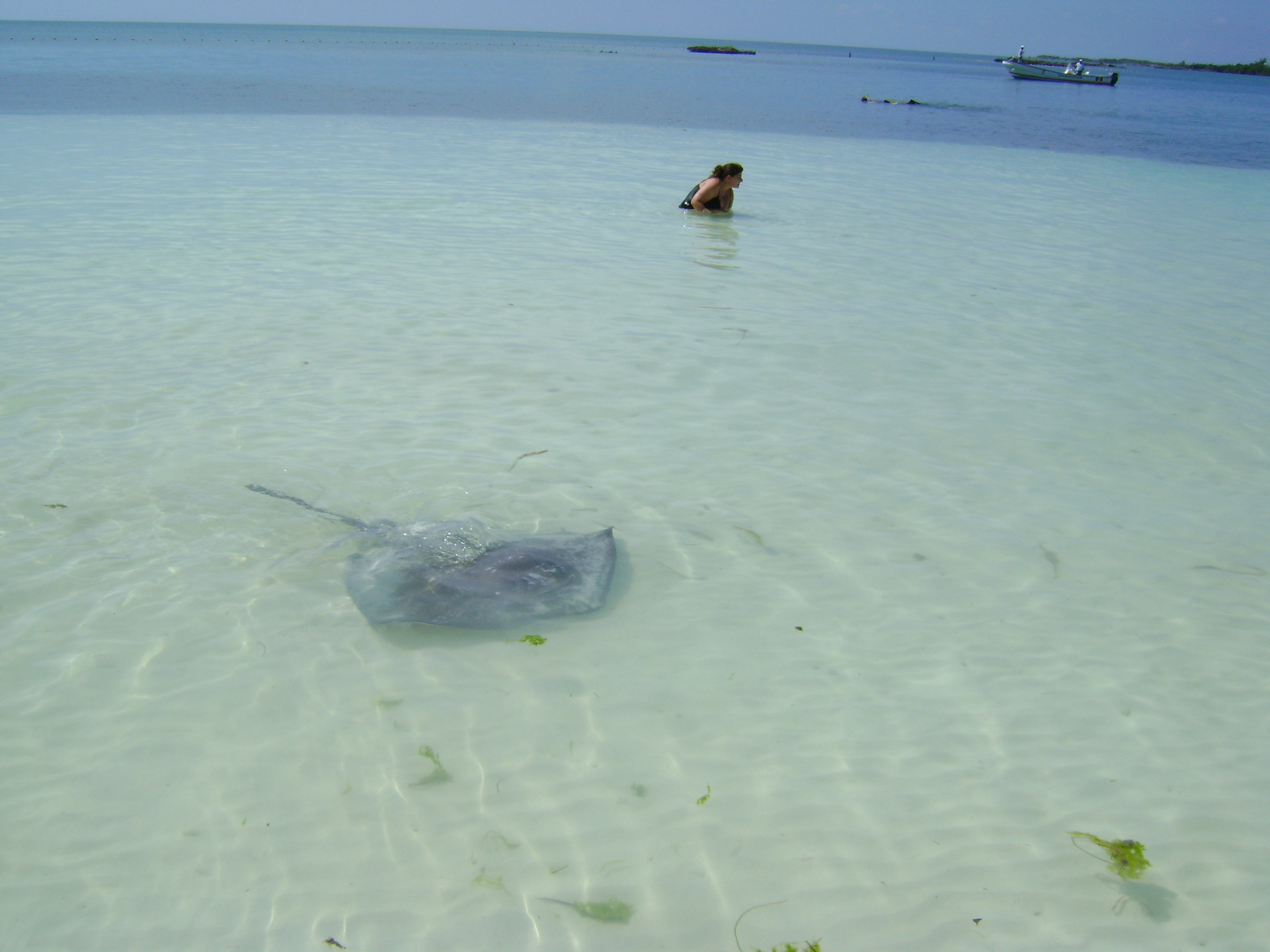
Isla Contoy.
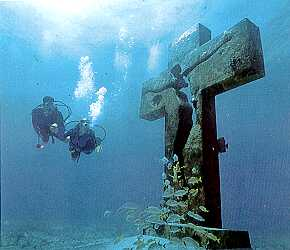
Cruz de la bahía.
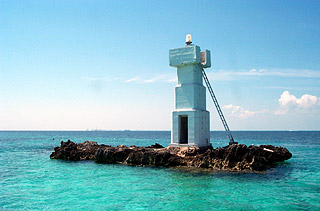
El Farito.
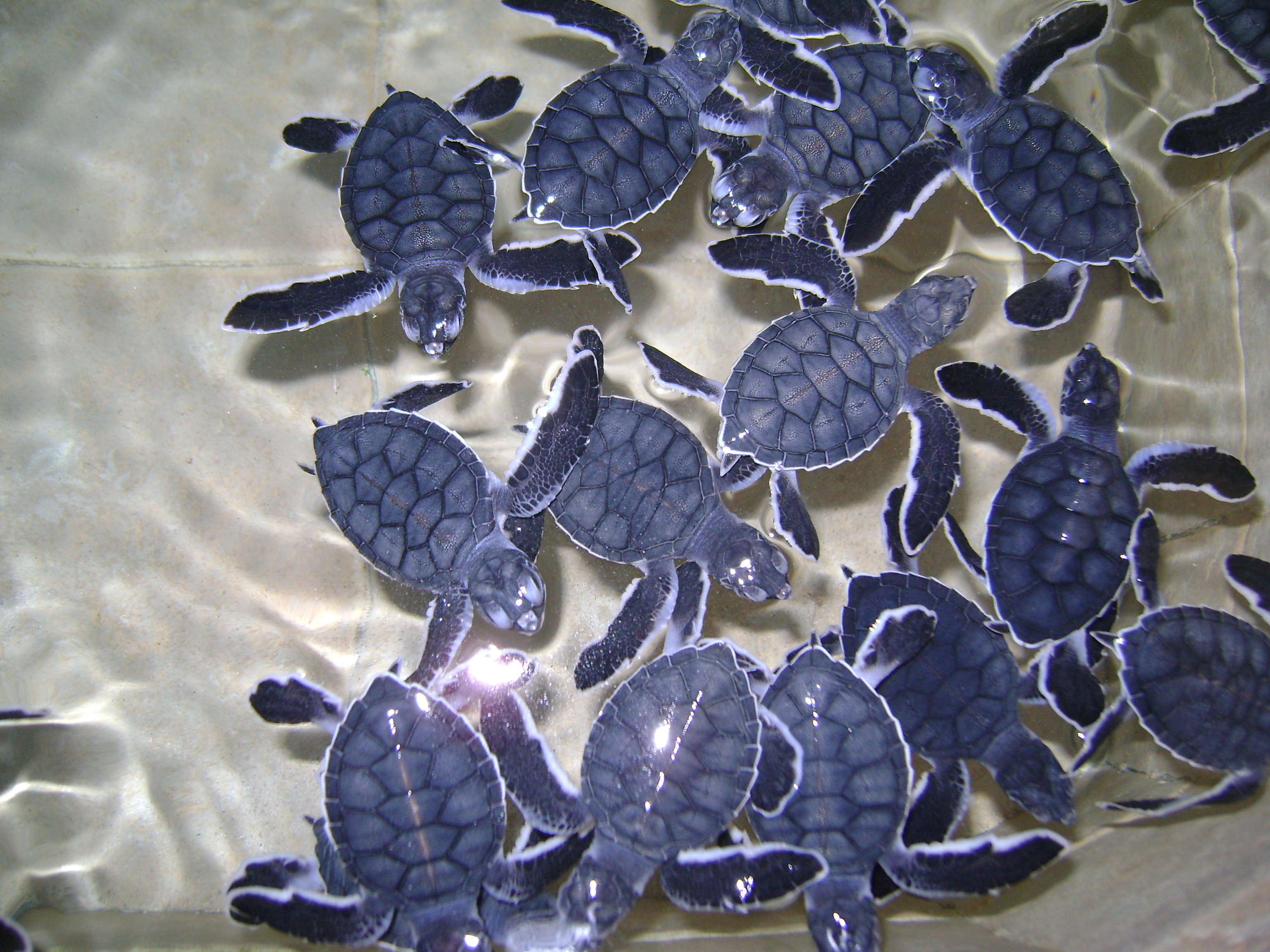
Granja de tortugas "Tortugranja".
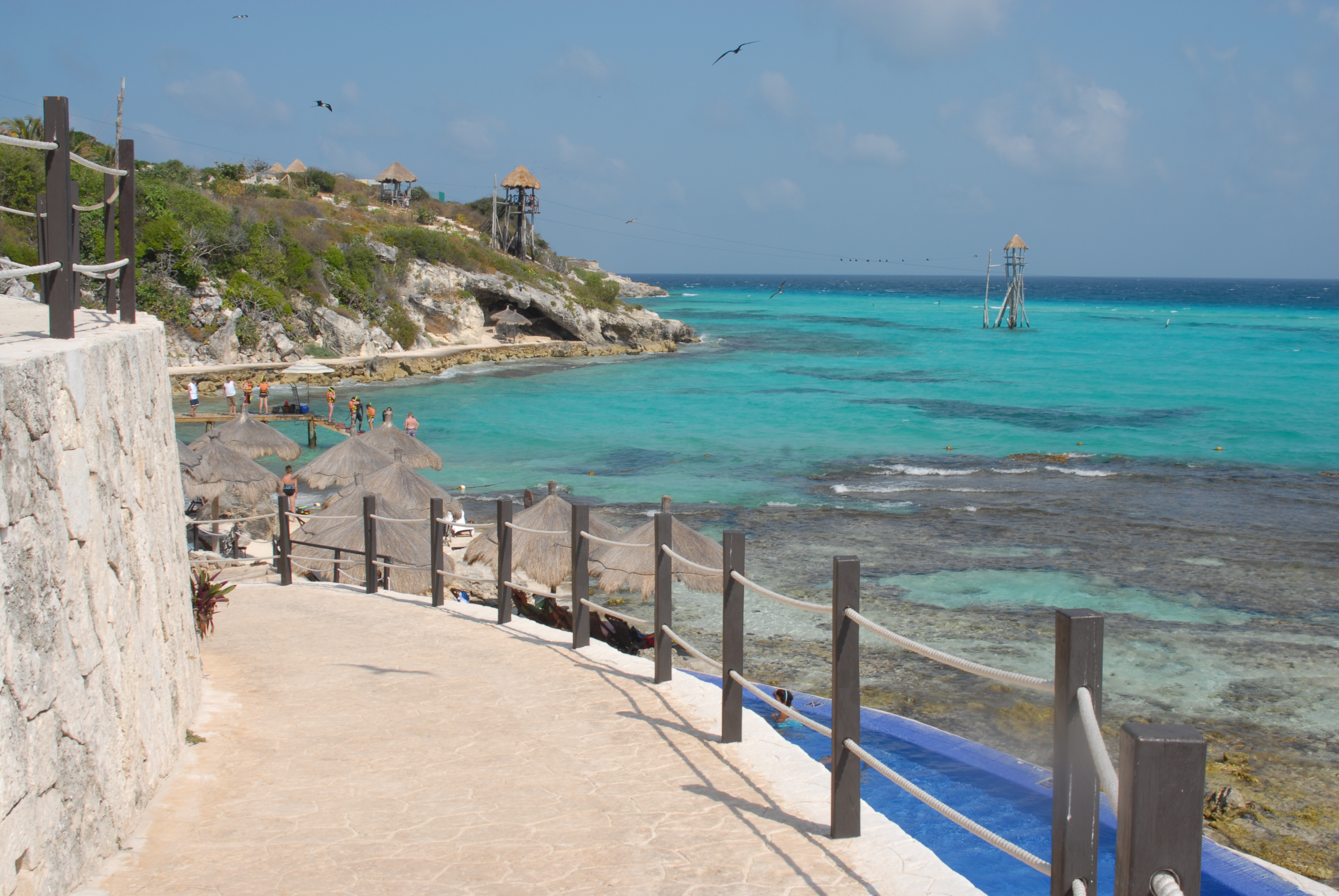
Parque Garrafón.
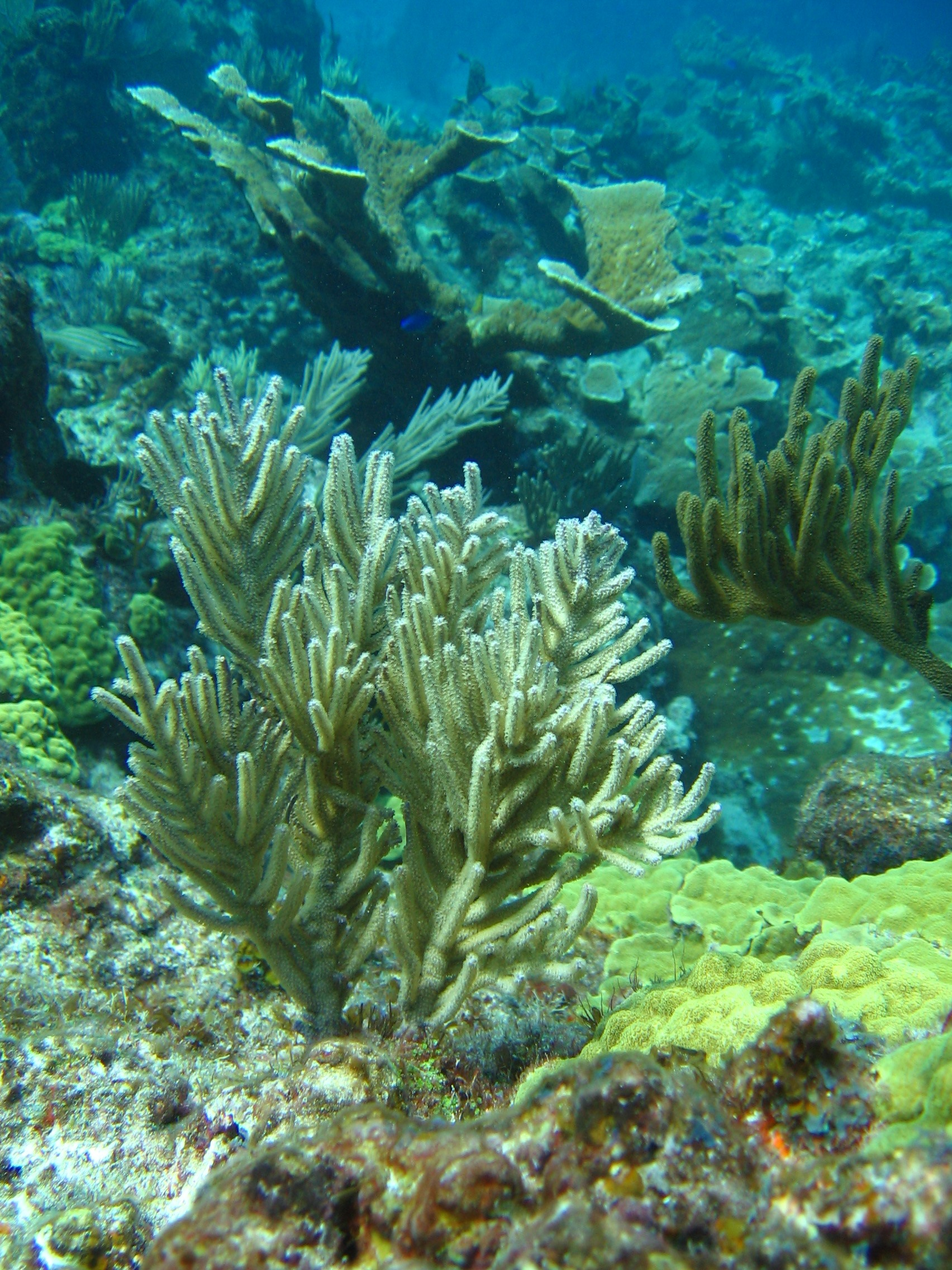
Arrecife Manchones.
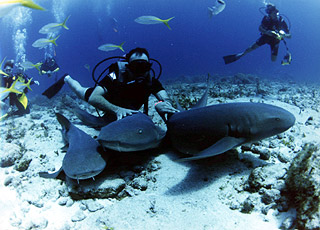
Cueva de los tiburones dormidos.
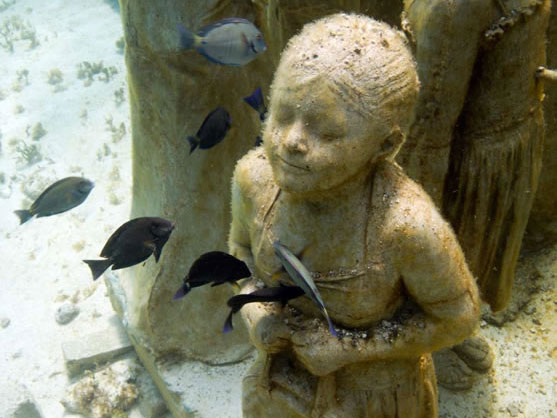
Museo Subacuático "MUSA".
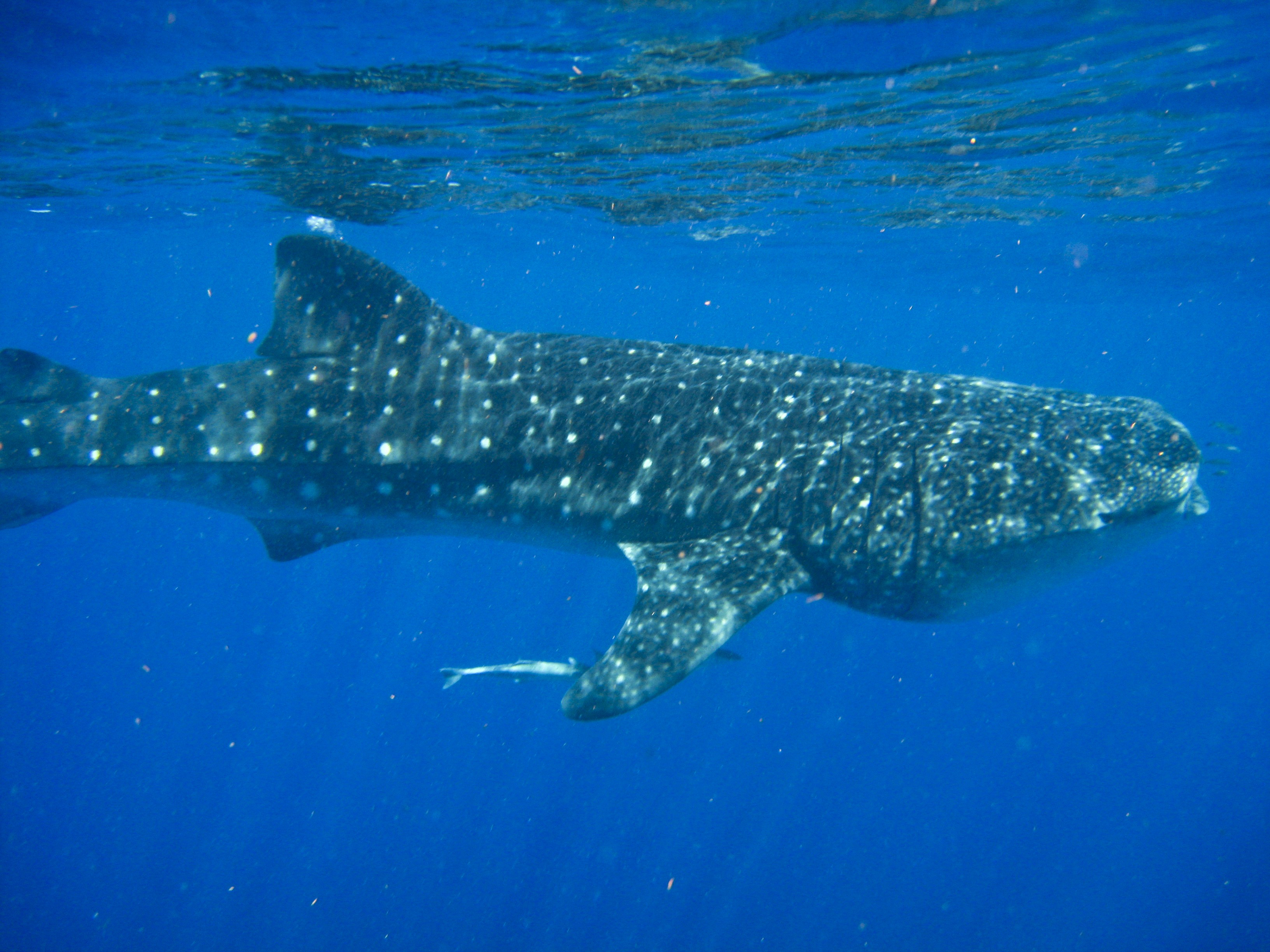
Tiburon ballena.

## Política
El gobierno del municipio está constituido por el Ayuntamiento, tomando posesión el día 30 de septiembre del año de la elección, es electo para un periodo de tres años no reelegibles para el periodo inmediato, pero si de manera intercalada y lo forman un presidente municipal, un síndico y nueve Regidores, seis de mayoría y tres de representación proporcional.

### División administrativa
El municipio no cuenta con divisiones administrativas, tiene únicamente dos localidades de importancia: Isla Mujeres que es la cabecera y el centro económico del municipio, situado en la isla del mismo nombre, y Francisco May en el territorio continental y que se dedica principalmente a actividades agropecuarias.

### Representación legislativa
Para la elección de Diputados locales al Congreso de Quintana Roo, y de Diputados federales a la Cámara de Diputados del Congreso de la Unión, el municipio se encuentra integrado a los sig. Distritos electorales de la siguiente manera:
Local:
- I Distrito Electoral Local de Quintana Roo con cabecera en Kantunilkín.

Federal:
- I Distrito Electoral Federal de Quintana Roo con cabecera en Playa del Carmen.[6]